# Шуманов, Илья Вячеславович
Илья Вячеславович Шуманов (род. 21 июня 1981, Воронеж) — российский общественный деятель и юрист, генеральный директор «Трансперенси Интернешнл — Россия» (2021—2025) и основатель проекта Arctida.

## Биография
Родился 21 июня 1981 года в Воронеже. Его мать работала инженером, проектировала гидросооружения, а отец — преподавателем государственного технического университета в Калининграде, куда вскоре после рождения ребёнка переехала семья. Илья Шуманов изучал юриспруденцию в РГУ им. И. Канта (окончил в 2008 году) и КЮИ МВД РФ (окончил в 2011 году).
После военного университета начал работать в игорном бизнесе. Затем стал соучредителем сети игорных клубов, позднее — также и соучредителем стриптиз-клуба. Заинтересовался работой в органах власти и пришёл в мэрию Калининграда на должность главного специалиста. Через год возглавил отдел потребительского рынка мэрии и занимал эту должность ещё три года.
Параллельно с работой в мэрии Шуманов в начале 2010-х стал членом правления некоммерческой организации «Калининградское региональное антикоррупционное сообщество экспертов», где проводил исследования и пропагандировал борьбу с коррупцией. Первые два года региональный проект существовал за счёт самофинасирования, в дальнейшем — на гранты и пожертвования. С 2013 года Шуманов руководил калининградской общественной приёмной Transparency International Russia, которая занималась мониторингом, разработкой антикоррупционных программ и привлечением внимания к проблеме. С 2016 года Шуманов был заместителем генерального директора, а с 2021 года — генеральным директором «Трансперенси Интернешнл – Россия». В феврале 2025 года покинул этот пост.
В 2015—2018 годах Шуманов публиковал авторские материалы в журнале Forbes. В качестве эксперта выступал для таких СМИ, как «Свободная пресса» и Meduza. В 2012 году он основал и стал членом оргкомитета дискуссионной площадки «Форум Кафки и Оруэлла» (с 2022 года проходит в Грузии).
После начала российского вторжения на Украину Шуманов уехал из России и создал проект Arctida, который анализирует российскую политику в освоении Арктики и освещает связанные проблемы.

## Преследование
В 2015 году Министерство юстиции России признало российскую автономную НКО «Трансперенси Интернешнл — Р» иностранным агентом.
21 октября 2022 года внесён в список физических лиц «иностранных агентов».
В июле 2023 года Пресненский суд Москвы оштрафовал Шуманова на 100 тысяч рублей из-за отсутствия маркировки иноагента на основании протокола Роскомнадзора (ст. 4 19.34 КоАП).
6 марта марта 2023 года Генпрокуратура России признала немецкую организацию Transparency International нежелательной организацией, что позволяло властям привлекать её сотрудников к уголовной ответственности по ст. 284.1 УК РФ (до 4 лет заключения). Хотя «Трансперенси Интернешнл — Р» являлась автономной российской организацией, 16 марта 2023 её совет объявил о ликвидации юридического лица из-за существенных рисков. В сентября 2023 Минюст исключил ликвидированную организацию из списка иноагентов.
24 августа 2024 года стало известно, что Шуманов объявлен в федеральный розыск за уклонение от выполнения обязанностей иноагента.

## Награды
В июне 2022 года антикоррупционное расследование Шуманова «Воруй и надувай» получило журналистскую премию «Редколлегия».